# Fatima Zahra Oukazi
Fatima Zahra Oukazi (ur. 18 stycznia 1984 w Algierii) – algierska siatkarka, gra jako rozgrywająca.
Obecnie występuje w drużynie Groupement Sportif Pétroliers Algier.